# Insuportabila ușurătate a ființei (film)
Insuportabila ușurătate a ființei (titlul original: în engleză The Unbearable Lightness of Being)  este transpunerea pe ecran în 1987, a romanului L'Insoutenable Légèreté de l'être (Insuportabila ușurătate a ființei) scris în 1984 de Milan Kundera, un autor ceh aflat în exil în Franța. Filmul este o producție americană în regia lui Philip Kaufman..
În octombrie 2006 romanul a fost publicat în limba cehă sub titlul "Nesnesitelná lehkost bytí". 
El este unul dintre cele mai renumite opere a scriitorului ceh. 

## Acțiunea filmului
Acțiunea are loc pe la sfârșitul anilor 1960 în Praga. Tomas (Daniel Day-Lewis) un chirurg recunoscut are o relație intensă plină de extaze cu pictorița Sabina (Lena Olin). El însă se va căsători cu Teresa (Juliette Binoche) o tânără plină de gingășie. În 1968 Cehoslovacia este invadată de trupele Pactului de la Varșovia, cei trei tineri emigrează la Geneva.
Teresa suferă din cauza escapadelor lui Tomas, care se întâlnește în taină cu Sabina, fosta lui amantă. Îndurerată Teresa se reîntoarce în Cehia, urmată ulterior de Tomas, care numai acum prin lipsa ei observă ce mult o iubea. 
La granița Cehiei li se confiscă pașapoartele, iar cei doi sunt supuși sub presiune de organele comuniste, care caută prin metode rafinate să le distrugă căsnicia. Tomas, care nu mai are dreptul de a profesa ca medic, acceptă orice posibilitate de lucru. După o petrecere, pe drum spre casă ei suferă un accident mortal, cauza accidentului fiind frâna defectă, probabil manipulată, a mașinii condusă de Tomas.

## Distribuție
- Daniel Day-Lewis - Tomas
- Juliette Binoche - Teresa
- Lena Olin - Sabina
- Derek de Lint - Franz
- Erland Josephson - consul
- Pavel Landovský - Pavel
- Donald Moffat - chirurgul șef
- Tomek Bork - Jiri
- Daniel Olbrychski - oficialul Ministerului de Interne
- Stellan Skarsgård - inginerul
- Bruce Myers - editor ceh
- Pavel Slaby - nepotul lui Pavel
- Pascale Kalensky - asistenta Katja
- Jacques Ciron - managerul elvețian de restaurant
- Anne Lonnberg - fotografa elvețiană
- Clovis Cornillac - băiatul din bar

## Premii și nominalizări
- 1989 – Premiile Oscar
  - Nominalizare Cel mai bun scenariu adaptat lui Jean-Claude Carrière și Philip Kaufman
  - Nominalizare Cea mai bună imagine lui Sven Nykvist
- 1989 – Globul de Aur
  - Nominalizare Cel mai bun film - Dramă
  - Nominalizare Cea mai bună actriță în rol secundar lui Lena Olin
- 1989 – Premiile BAFTA
  - Cel mai bun scenariu adaptat lui Jean-Claude Carrière și Philip Kaufman
- 1989 – Premiile Independent Spirit
  - Cea mai bună imagine lui Sven Nykvist

## Literatură
- Kundera, Milan, Insuportabila ușurătate a ființei, tradus de Jean Grosu, București, 2022: Editura Humanitas, 348 pag., ISBN 978 973 50 4080 2;